# Jamesovka americká
Jamesovka americká (Jamesia americana) je jeden ze dvou druhů rostlin rodu jamesovka (Jamesia) patřícího do čeledě hortenziovitých (Hydrangeaceae). Je to opadavý keř vysoký 1–3 metry, s bílými pětičetnými květy v bohatých koncových latách. Plodem je tobolka. Stejně jako jeho příbuzný druh Jamesia tetrapetala pochází ze západních oblastí Spojených států amerických.

## Použití
Rostlinu lze v ČR použít jako okrasnou rostlinu. Má sbírkový význam.